# Мрози (Жирардовський повіт)
Мрози (пол. Mrozy) — село в Польщі, у гміні Пуща-Марянська Жирардовського повіту Мазовецького воєводства.
Населення — 335 осіб (2011).
У 1975-1998 роках село належало до Скерневицького воєводства.

## Демографія
Демографічна структура станом на 31 березня 2011 року:
|          | Загалом | Допрацездатний вік | Працездатний вік | Постпрацездатний вік |
| -------- | ------- | ------------------ | ---------------- | -------------------- |
| Чоловіки | 163     | 33                 | 110              | 20                   |
| Жінки    | 172     | 38                 | 97               | 37                   |
| Разом    | 335     | 71                 | 207              | 57                   |